# 종회
종회(鍾會, 225년 ~ 264년 1월 18일)는 중국 삼국시대 조위의 정치가로 자는 사계(士季)이며 예주 영천군 장사현(長社縣) 사람이다. 태위 종요의 아들로, 촉한을 정벌한 이후 성도에서 모반을 꾀했으나 진압된다.
배잠론(裴潛論)에서 종회는 최고 권력자였던 사마소의 무정후(武亭侯)였으며 촉나라를 정벌한 군사라 평했다.

## 생애[1]

### 전반
종회는 종요의 아들로서 열심히 학문을 익혀 아는 것이 많았기에 명성을 얻었다. 촉나라에 항복했던 하후패는 강유에게 종회가 나중에 정권을 잡을 경우 촉과 오 두 나라의 걱정거리가 될 것이라고 예측했다. 관직에 나아간 후 조모에 의해 관내후(關內侯)에 봉해졌으며, 학문에 능한 여러 신하들과 함께 조모와 학문을 논의하기도 했다.
255년에는 중서시랑(中書侍郞)의 자리에 있었는데, 관구검이 사마씨에 대항하여 봉기하자 사마사는 병이 심해졌기 때문에 직접 토벌에 나서는 것을 망설이고 있었다. 이때 종회는 부하와 함께 사마사가 직접 나서서 진압할 것을 권고하였다.
관구검의 봉기가 진압된 지 얼마 안 되어 사마사가 죽어 사마사의 아우 사마소가 대장군이 되고 종회는 황문시랑(黃門侍郞)에 임명되었는데, 사마소는 종회를 거느리고 다닐 때가 많았다. 이 때문에 종회가 교만해져 이를 경계하는 부하의 충고를 받았다.
257년 제갈탄이 사마소의 야심에 반발해 봉기하자, 종회는 사마소를 따라 제갈탄과의 전면전에 나섰다. 이때 오나라에서 제갈탄을 도우러 온 전역(全懌)에게 위나라에 항복했던 전역의 조카 전휘(全輝)와 전의(全儀)의 이름으로 편지를 보내 오나라에서 전역을 죽이려 한다고 전하자 전역은 위나라에 항복했다. 이것은 사마소가 종회의 제안을 실행에 옮긴 것이었다. 제갈탄의 봉기가 진압된 후 사마소는 더욱 종회를 아꼈으며 사례교위(司隸校尉)로 승진시켰다. 주위 사람들은 종회를 유방의 참모 장량에 비유하였다.
종회는 죽림칠현 중 하나인 혜강을 찾아간 적이 있었는데, 혜강이 종회를 거만한 태도로 대하자 앙심을 품고 돌아갔다가 262년에 혜강이 관구검을 도우려 했다고 모함하여 죽게 만들었다. 그해 사마소가 촉나라를 정벌할 계획을 세우자 조정 신하들은 대부분 성공하기 어렵다고 생각했으나 종회는 사마소의 의견에 찬동했다. 촉나라 정벌이 확정된 후 진서장군(鎭西將軍)이 되었다.

### 촉나라 정벌
263년 종회는 10여만 군사를 거느리고 촉나라를 공격했다. 예전 강유가 한중의 방어체계를 바꿔 한성(漢城)과 낙성(樂城)을 거점으로 삼고 한중 주둔군은 남쪽으로 물린 후 각 관문을 지키게 했다. 이는 한중으로 들어오는 적군을 깊숙이 끌어들인 후 끝내 요새를 돌파하지 못한 적군이 퇴각할 때 공격해 전멸시키는 것을 노린 것이었다. 이에 답중의 강유를 방해하기 위해 정서장군 등애와 옹주자사 제갈서가 각각 3만여 군사를 이끌고 강유를 앞뒤에서 공격했고, 종회가 그 틈에 한중 방어선을 돌파하는 것이었다. 종회는 군대를 나누어 야곡(斜谷)과 낙곡(駱谷)으로 진입했는데, 이 과정에서 아문장 허의(許儀)가 먼저 길을 닦았으나 자신이 뒤따르다 다리가 꺼져 말이 빠지자 허의를 벴다. 허의는 허저의 작위를 계승한 아들이었으나 용서받지 못했으므로 전군은 모두 두려워했다. 촉군은 싸움을 피하고 병력을 한성과 낙성으로 물려들였는데 낙성은 감군 왕함(王含)이, 한성은 호군 장빈이 5천 명씩으로 지켰다. 종회는 낙성을 공격했으나 함락시키지 못했다. 그런데 일부 병력으로 양안관구(陽安關口)를 공격하게 하니 양안관구 장수 중 장서가 불만을 품다 성을 나와서는 종회의 선봉 중 호군 호열에게 투항해, 위군이 부첨을 죽이고 양안관구를 함락하는 일이 벌어졌다. 종회는 제갈량의 묘에 제사지내고 양안관구로 진격하는 한편 호군 순개에게 한성을, 전장군 이보(李輔)에게 낙성을 1만 명씩으로 포위하게 했다.
한편 제갈서가 강유에게 속아, 강유는 제갈서를 따돌리고 음평에 다다른 후 양안관구를 구원하려다가 그곳이 함락되었음을 알고 장익·요화와 함께 검각(劍閣)으로 옮겨갔다. 등애는 음평에서 강유(江油)를 공격해 면죽·성도를 노리려고 했으나 제갈서는 강유를 공격하라는 본래의 명령을 지키려고 종회에게 합류했다. 종회는 검각으로 가던 중 병사들을 손에 넣을 목적으로 제갈서가 적을 두려워하여 나아가지 않았다고 모함하였다. 결국 제갈서는 벼슬에서 쫓겨나 죄인이 되었고, 종회는 제갈서가 지휘하던 3만 군사까지 거느리게 되었다.
나아가 검각을 공격했으나 강유가 결사적으로 저항했기 때문에 별다른 소득을 거두지 못했다. 더구나 원정으로 인해 군량이 도달하기가 어려워저 퇴각까지도 의논하고 있었다. 그러나 등애(鄧艾)가 험준한 곳을 거쳐 성도(成都)로 진군하여 유선의 항복을 받았기 때문에, 강유는 종회를 찾아와 항복했다. 종회는 강유를 후하게 대접했으며, 강유를 얻은 것을 매우 기뻐하였다. 종회는 당시 자신의 부하였던 두예(杜預)에게 하후현(夏候玄)과 제갈탄이 강유에게 미치지 못할 것이라고 말했다. 12월, 조정에서는 조서를 내려 종회를 사도에 임명하고, 식읍 1만 호를 증가시켰으며 두 아들을 정후로 봉하고 각각 1천 호를 주었다.

### 반 사마소 봉기
종회는 은밀히 사마소에게 대항할 마음을 품고 있었고, 강유도 촉나라를 부흥시키려고 하였기에 종회를 부추겼다. 이 때문에 종회와 강유는 매우 가까워졌다.
이때 등애는 익주를 다스리고 오나라를 정벌할 방안을 담은 글을 사마소에게 올렸으나, 사마소는 이를 탐탁치 않게 생각했다. 이것을 이용하여 부하 위관(衛瓘)과 함께 등애가 반란을 일으키려 한다고 모함했다. 종회는 다른 사람의 글씨를 모방하는 것에 뛰어났는데, 등애가 조정과 사마소에게 보내는 글을 가로채고 자신이 등애의 글씨를 모방하여 오만불손한 내용으로 고쳐 보냈다. 그리고 사마소가 등애에게 보내는 답장을 자신이 만들어서 보내자, 사마소는 등애를 의심하게 되었다.
마침내 264년 1월에 사마소가 등애를 잡으라는 명령을 내리자, 종회는 위관을 보내어 등애 부자를 잡아들였다. 이로써 유일하게 꺼리던 등애가 제거되자 본격적으로 반 사마소 봉기를 일으키기로 하고 강유를 선봉으로 삼아 야곡(斜谷)으로 가게 했으며, 위수(渭水)와 황하를 거쳐 단시일 내에 낙양을 점령할 계획을 세웠다.
그러나 사마소는 종회 역시 의심했기에 대군을 거느리고 조환(曹奐)과 함께 장안(長安)에 주둔하고 이를 종회에게 알렸다. 종회는 자신의 야심이 간파당한 것을 알았으나 최소한 익주에서 독립할 수 있을 것으로 여기고 부하 관리들을 초청한 다음, 263년 말에 죽은 곽태후(郭太后)가 자신에게 사마소를 제거하라는 밀명을 내렸다고 주장하고 그들을 모두 가두었다. 강유가 위나라에서 온 장수들을 모두 죽이라고 건의했으나 쉽게 결정을 내리지 못했다.
한편 종회에 의해 갇혀 있던 호열(胡烈)이 아들 호연(胡淵)에게 편지를 보내 종회가 자신들을 죽이려 한다고 알리자, 호연은 아버지를 구하기 위해 18일 호열의 부하들을 이끌고 종회가 있는 곳으로 공격해 왔다. 결국 종회는 강유와 함께 싸우다 호열의 군사들에게 화살에 맞아 죽고 반 사마소 봉기는 실패로 돌아갔다.
이후 종회의 부하였던 상웅(向雄)이 종회를 장사지냈다.

## 저술
어머니 장씨의 전을 지었으며, 배송지가 《삼국지》에 주석을 달면서 종회전에 인용한 것이 남아 있다.
그의 저술로 《사본론》은 위진시대의 논쟁 주제인 재와 성에 대한 네 가지 주장을 기록한 것으로 재성사본론이라고도 한다. 네 가지 주장은 부하, 이풍, 종회, 왕광의 것으로, 부하는 재와 성이 같음[재성동]을, 이풍은 재와 성이 다름[재성이]을, 종회는 재와 성이 합함[재성합]을, 왕광은 재와 성이 유리됨[재성이]을 대표했다. 이들의 주장은 정치적 위치에 충실한 것으로, 조당인 이풍과 왕광은 조조의 구현령·유재시거를 계승해 재와 성의 관계를 부정했고 사마당인 부하와 종회는 재와 성을 연관시켰다. 이 책에 관한 일화로, 저자 종회는 이걸 혜강에게 보여주려 했으나, 감히 보여주지 못하고 문 밖 멀리에 던져두고 달아났다는 말이 남아 있다.

## 가계

### 관련 인물
종요

## 같이 보기
- 삼국지 인물 목록